# シモツケソウ
シモツケソウ（下野草、学名：Filipendula multijuga Maxim.）は、バラ科シモツケソウ属に分類される多年草の1種。

## 特徴
根茎は太い。茎は高さ20-100 cm、直立し、細長く、上部で枝分かれする。頂小葉は長い葉柄があり奇数羽状複葉、長さ5-10 cmで5-7裂し（5裂のものが多い）、先は鋭く尖り、縁に不揃いの鋸歯がある。根生葉の側小葉は多数あり、長さ3-30 mm、下部のものほど小さく、8-10対が対生する。葉の基部の托葉は半円状で、薄く、乾くと褐色を帯び、茎に沿って立つ。花は直径4-5 mmで、茎頂に集散状散房花序で多数付く。花弁は3-5個、倒卵状円形、縁に小さな凹凸があり、淡紅色。雄蕊は多数で花弁よりも長く薄紅色、花糸は糸状。花期は6-8月。雌蕊の花柱は4-5個。萼片は4-5個、卵形、鈍頭で反り返り、毛はない。果実は痩果、左右より扁平な長楕円形で、短い柄があり、無毛だが、ときに縁に毛があり、短い柄がある。痩果の稜に毛がある変種は、アカバナシモツケソウ（赤花下野草、学名：Filipendula multijuga Maxim. var. ciliata Koidz.）と呼ばれている。白色の花を付ける品種はシロバナシモツケソウ（白花下野草、学名：Filipendula multijuga Maxim. f. albiflora (Makino) Okuyama）と呼ばれている。染色体数は2n=14（2倍体）。

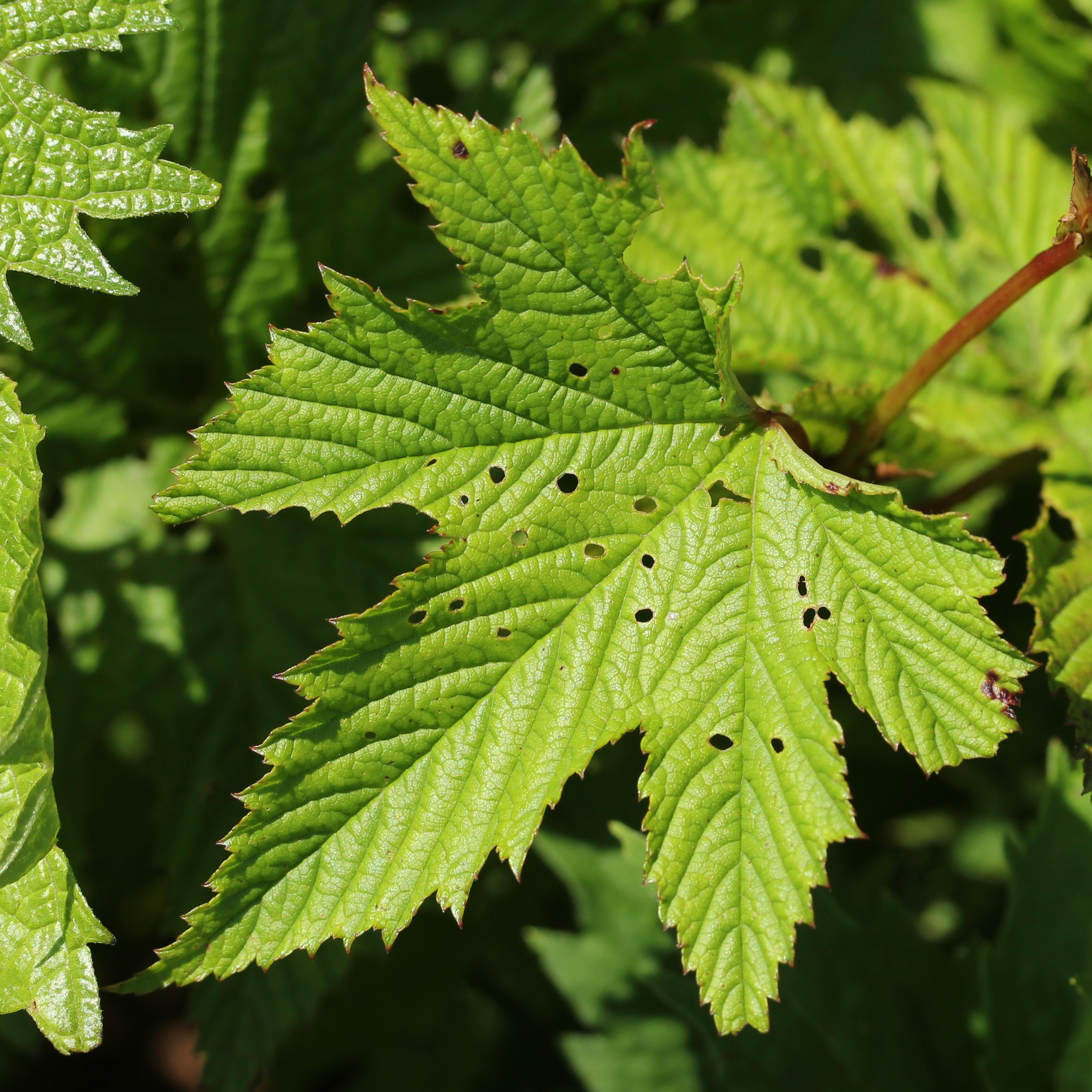
頂小葉は5裂し、先は鋭く尖り、縁に不揃いの鋸歯がある
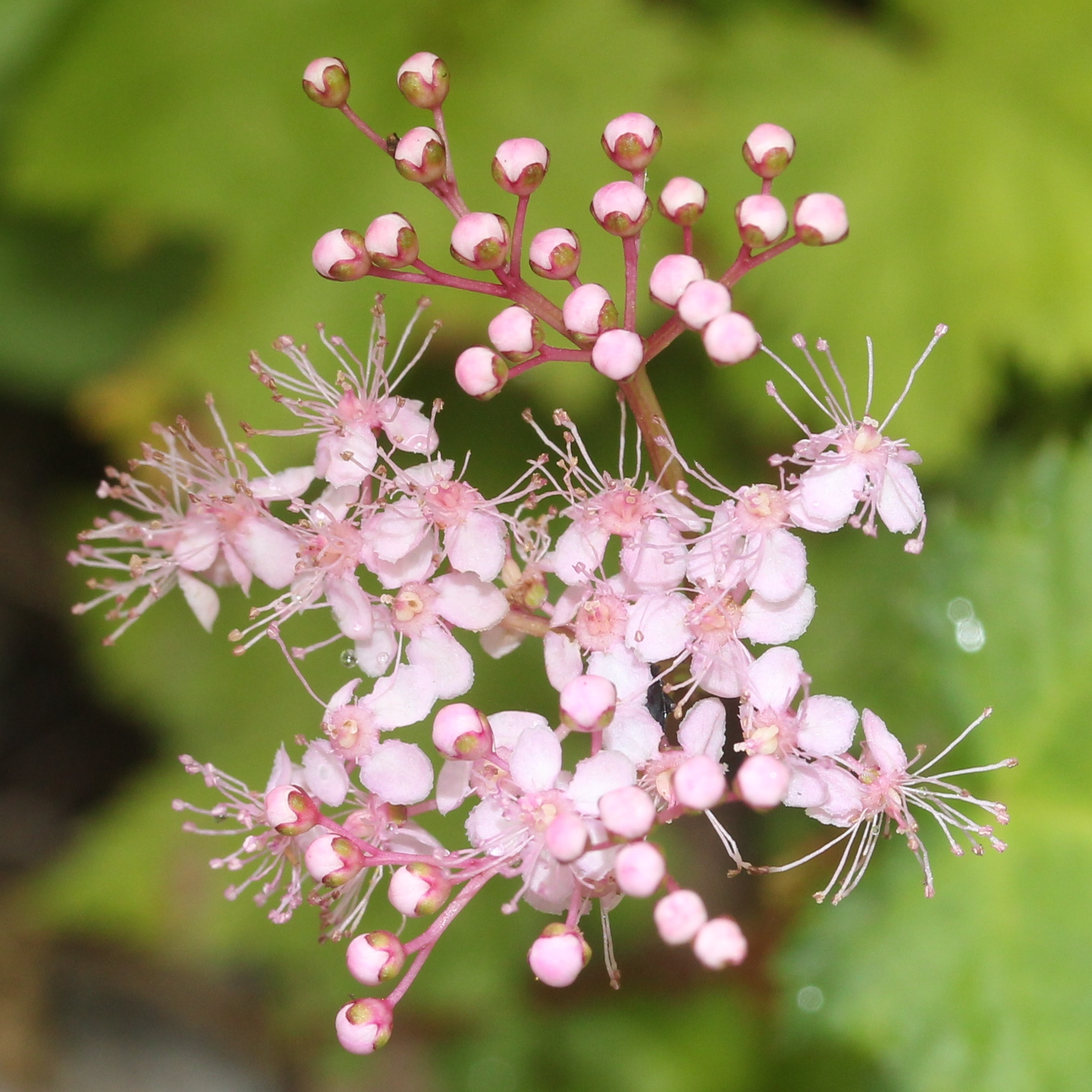
花は茎頂に集散状散房花序で多数付く
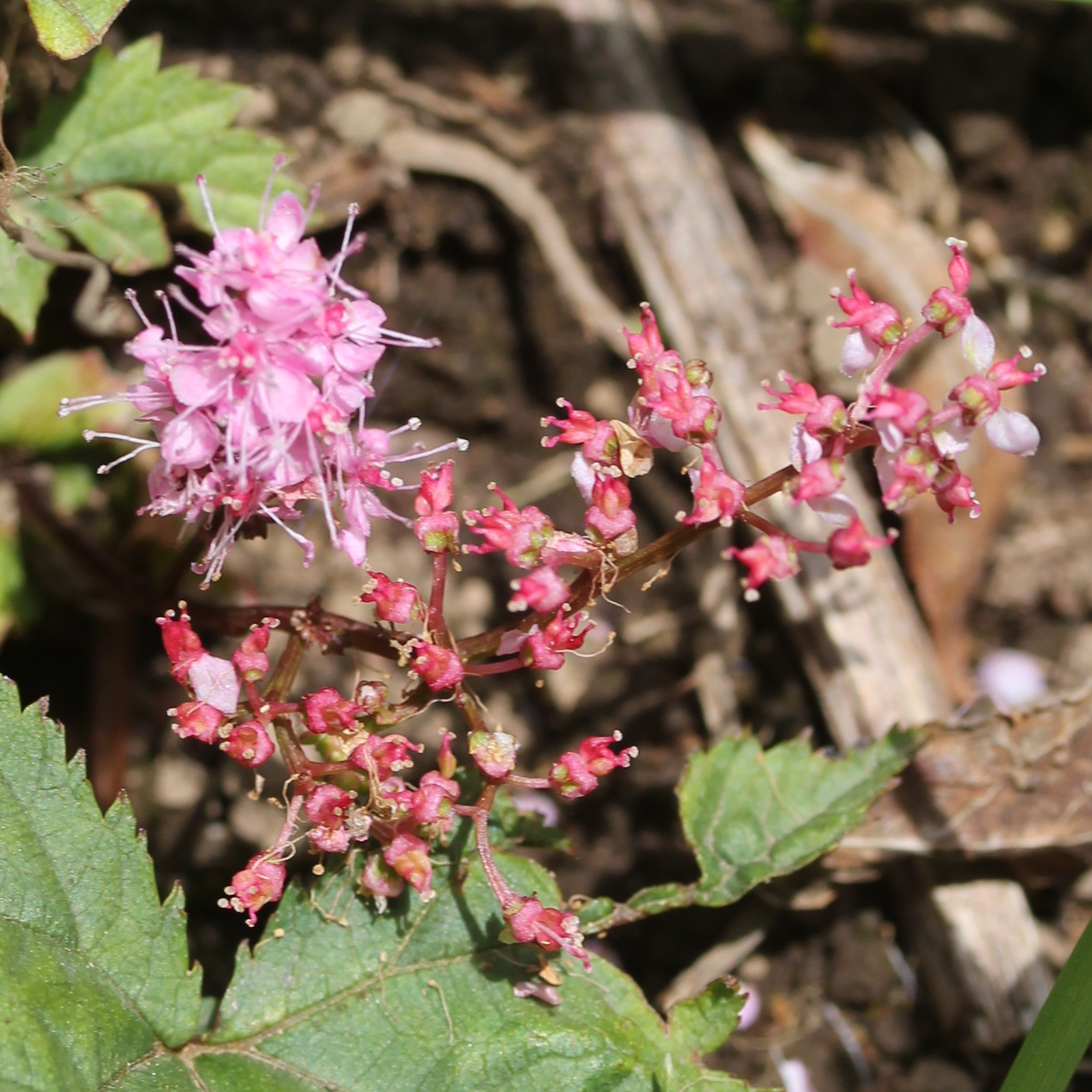
痩果

## 分布と生育環境

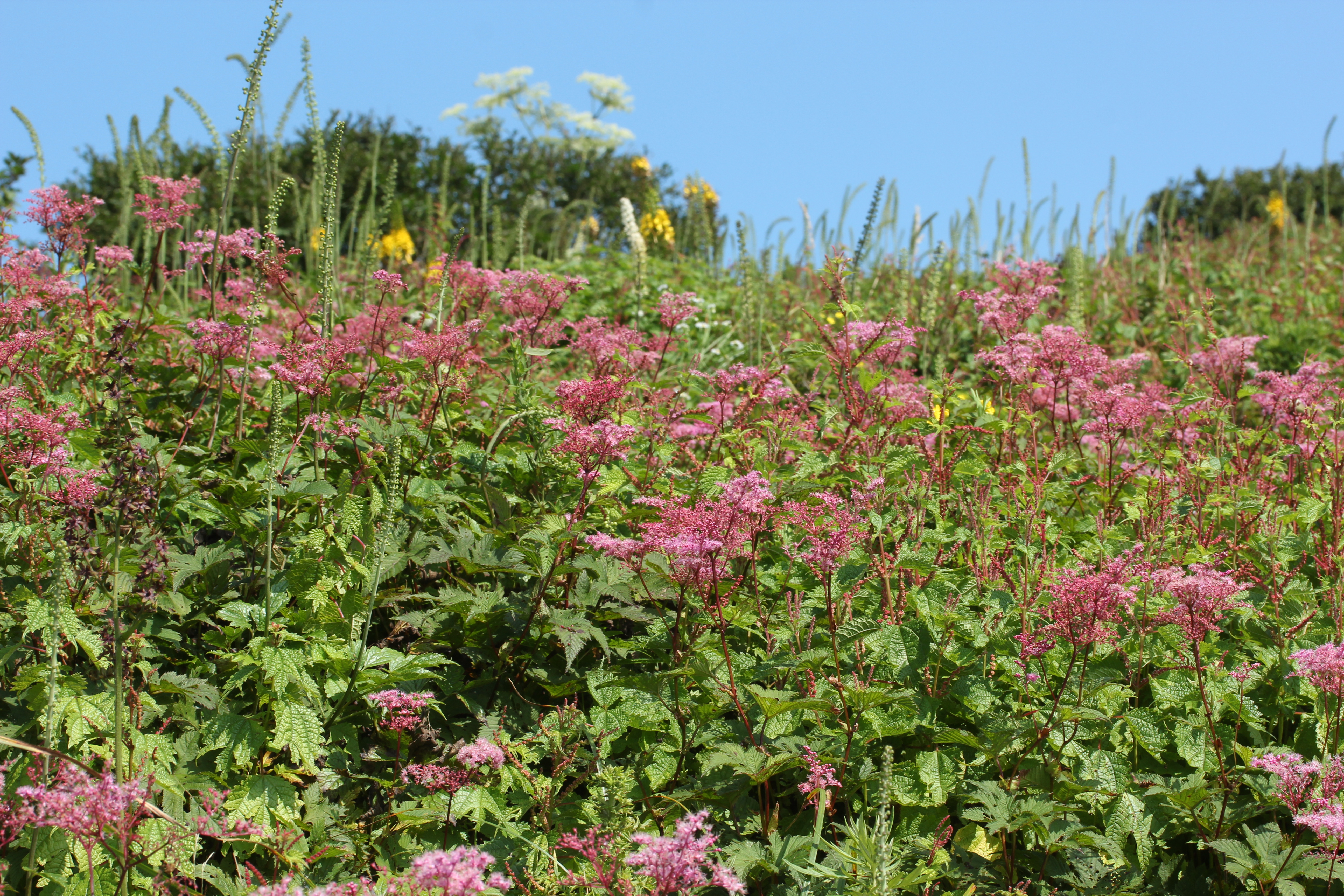
山地の草地に生育するシモツケソウ、国の天然記念物「伊吹山頂草原植物群落」（滋賀県米原市）にて

日本の固有種で、本州（関東地方以西）、四国、九州に分布する。基準標本は、日本のもの。田中澄江による『新・花の百名山』では、山梨県の秩父山地にある乙女高原を代表する花の一つとして紹介されている。変種のアカバナシモツケソウは関東地方北部、長野県と山梨県の山地に分布する。
低山地帯から亜高山帯にかけての日当たりの良いやや湿った草地に生育し、しばしば群落をつくる。ハマキガ科ヒメハマキガ亜科ニセギンボシモトキヒメハマキの幼虫が食草としている。

## 種の保全状況評価
日本では以下の多数の都道府県で、レッドリストの指定を受けている。ニホンジカによる食害により、個体数が減少している地域がある。滋賀県の国の天然記念物「伊吹山頂草原植物群落」においても食害が確認されていて、平成26年に緊急対策として山頂部の西遊歩道で植生保護柵の設置が行われている。吉野熊野国立公園特別地域内、大山隠岐国立公園、阿蘇くじゅう国立公園（阿蘇地域）、鈴鹿国定公園特別地域内、氷ノ山後山那岐山国定公園などで、許可を受けずに採取又は損傷してはいけない植物の指定を受けている。
- 絶滅危惧IA類 - 福岡県[15]、宮崎県[21]
- 絶滅危惧I類 - 鹿児島県[22]
- 絶滅危惧IB類 - 愛知県[23]、三重県[24]、熊本県[25]
- 絶滅危惧種 - 京都府[26]、奈良県[27]
- 準絶滅危惧 - 岡山県[18]、大分県[28]
- 分布特性上重要 - 滋賀県

## 利用
観賞用に庭などで利用されている。葉が黄金色のものもあり、園芸用として販売されている。
19世紀の前半、茎や花から鎮痛作用を持つ物質が抽出され、「SPRAEA」からスピール酸と名付けられた。これがアスピリンの原料である。

## 名前の由来

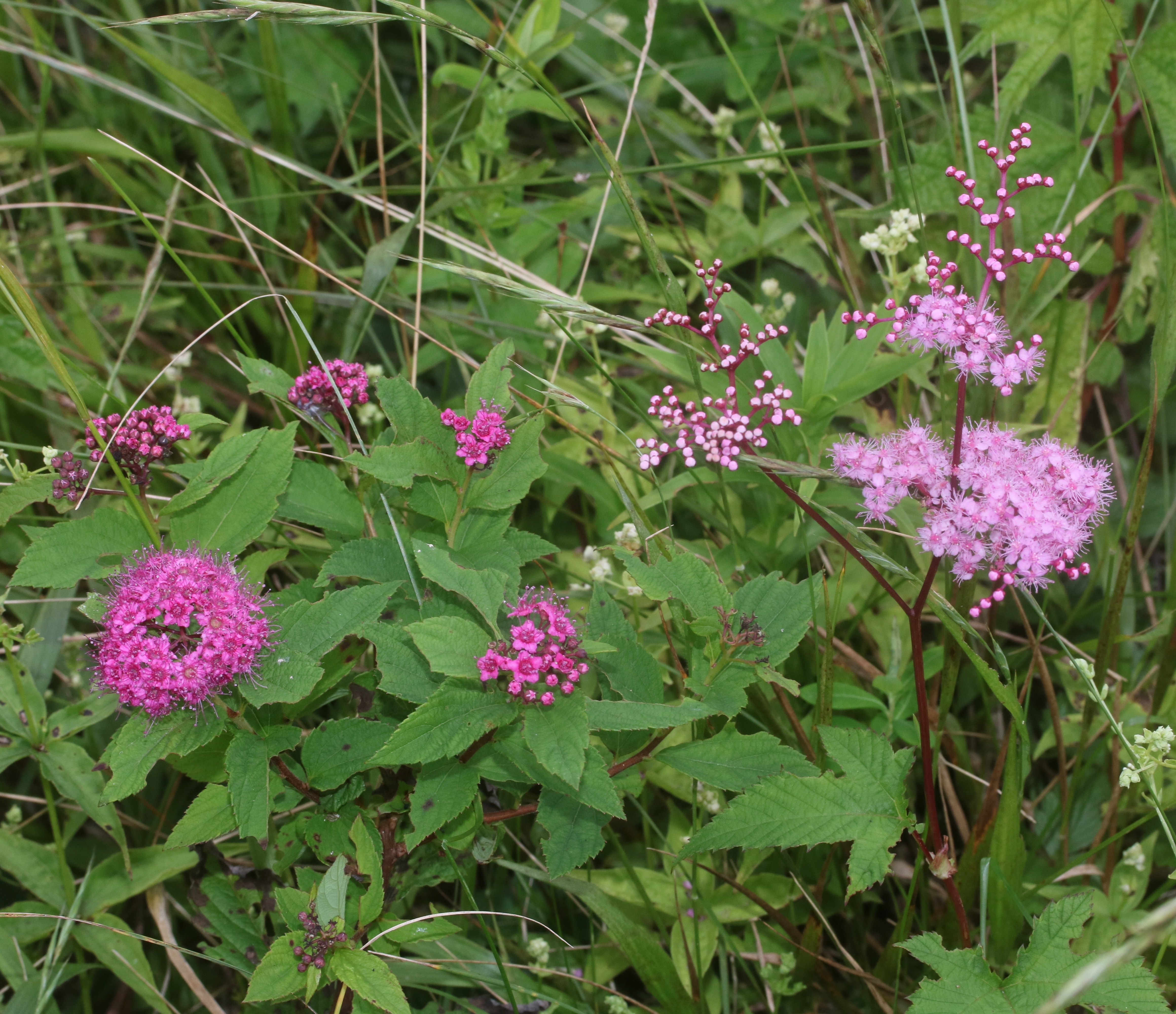
木本のシモツケ（左）と草本であるシモツケソウ（右）

別名がクサシモツケ。学名の属名「Filipendula」は、「filum」（糸）と「penduls」（吊り下がった）との2語からなり、根が糸で小球を吊り下げた様子に由来し、種小名「multijuga」（多対の）は、沢山の花梗が対に分岐しているこに由来する。和名は木本のシモツケに似る草本であることに由来する。「下野」（栃木県の古名）で多く見られたことに由来する。花の色が薄い個体が、「ウスイロシモツケソウ」と呼ばれることがある。

## シモツケソウとシモツケとの比較
シモツケソウとシモツケとの比較を下表に示す。
| 識別ポイント | シモツケソウ                                                              | シモツケ                                                    |
| ------------ | ------------------------------------------------------------------------- | ----------------------------------------------------------- |
| 外観の画像   | シモツケソウ、夜叉ヶ池山（岐阜県揖斐郡揖斐川町）にて（2012年7月25日撮影） | シモツケ、伊吹山（滋賀県米原市）にて（2014年6月20日撮影）   |
| 形態         | 茎がある草本                                                              | 幹がある木本                                                |
| 葉の画像     | シモツケソウ、伊吹山（滋賀県米原市）にて（2014年7月15日撮影）             | シモツケ、弓張山地（愛知県新城市）にて（2018年6月12日撮影） |
| 葉の形態     | 5裂する頂小葉、先は鋭く尖り 縁に不揃いの鋸歯がある                        | 単葉で、狭卵形-卵形 先端は尖り 縁に不揃いの重鋸歯がある     |

| 識別ポイント | シモツケソウ                                                  | シモツケ                                                    |
| ------------ | ------------------------------------------------------------- | ----------------------------------------------------------- |
| 花序の画像   | シモツケソウ、伊吹山（滋賀県米原市）にて（2016年8月17日撮影） | シモツケ、弓張山地（愛知県新城市）にて（2018年6月12日撮影） |
| 花序の形態   | 集散状散房花序 花期は6-8月                                    | 複散房形花序 花期は5-8月                                    |
| 花の画像     | シモツケソウ、伊吹山（滋賀県米原市）にて（2016年8月27日撮影） | シモツケ、弓張山地（愛知県新城市）にて（2018年6月12日撮影） |
| 花の形態     | 花弁は3-5個 雄蕊は多数                                        | 花弁は5個 雄蕊は25-30個                                     |

| 識別ポイント | シモツケソウ                                              | シモツケ                                                   |
| ------------ | --------------------------------------------------------- | ---------------------------------------------------------- |
| 果実の画像   | シモツケソウ、伊吹山（滋賀県米原市）にて（2015年9月20日） | シモツケ、伊吹山（滋賀県米原市）にて（2013年10月12日撮影） |
| 果実の形態   | 左右寄り扁平な長楕円形で 短い柄がある                     | 球形の袋果で5個集まってつく                                |